# Comedy Central
Comedy Central je ameriška televizijska postaja v lasti ViacomCBS, ki je del National Amusements in Shari Redstone.